# Gorripidea
Gorripidea es un partido político español de ámbito vasco de ideología anticapitalista, nacido en 2012 tras la disolución de Zutik (partido político creado en 1991 por la unión de EMK y LKI).
Fundado en marzo de 2009 como corriente interna de Zutik y con un perfil más abertzale, se presentó como partido el 28 de enero de 2012 tras la disolución de Zutik en diciembre de 2011. Sindicalmente, sus miembros simpatizan con ESK.
Gorripidea pidió el voto para Euskal Herria Bildu en las elecciones al Parlamento Vasco de octubre de 2012. En las elecciones europeas de 2014 pidió el voto para la candidatura de Los Pueblos Deciden, integrada entre otros por EH Bildu, si bien una parte de la militancia consideró conveniente dejar abierta la elección entre dicha coalición y Podemos.

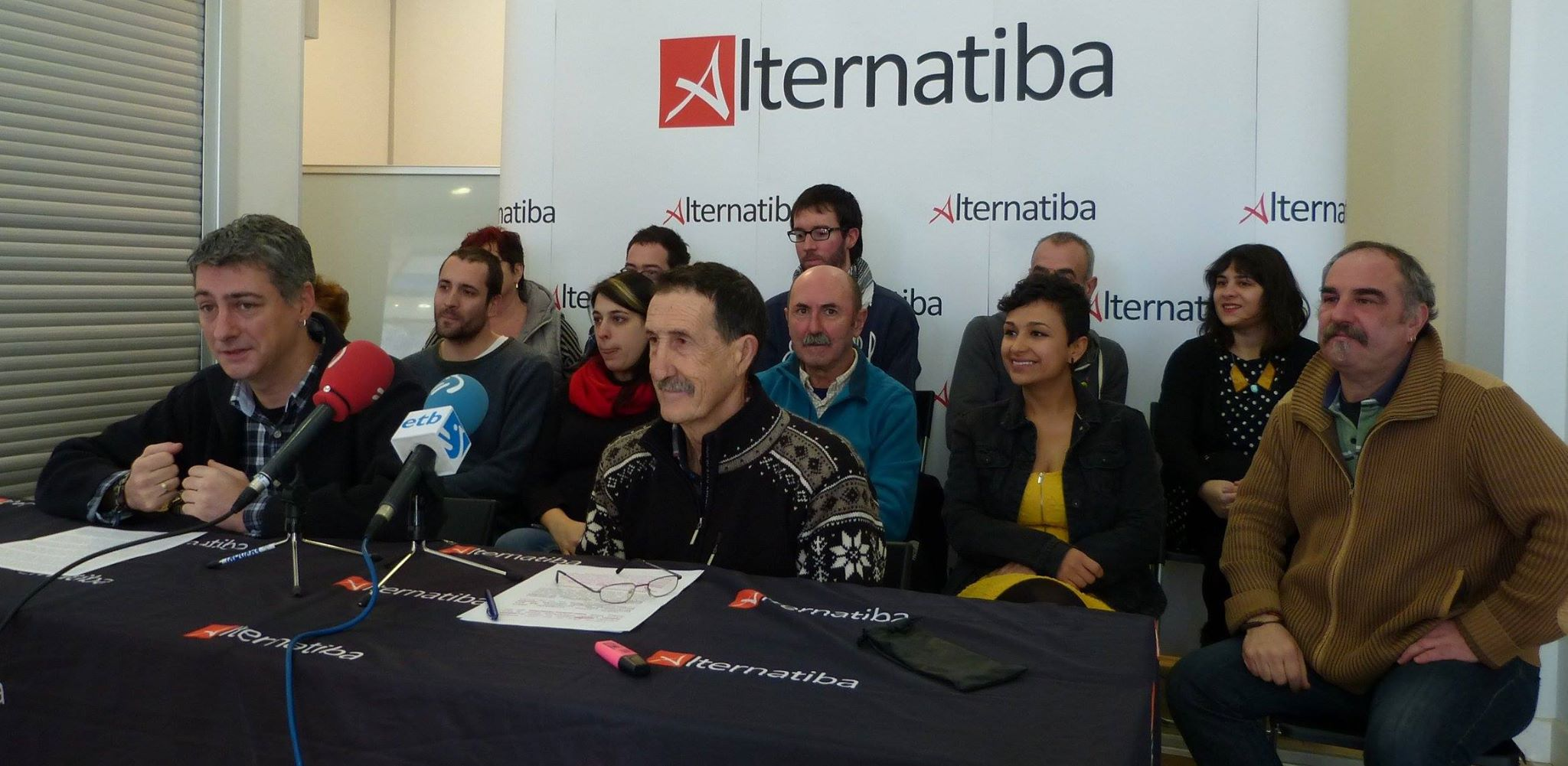
Integración en el partido político Alternatiba de un sector de Gorripidea (2015)

El 29 de noviembre de 2014 acordó por unanimidad formalizar la compatibilidad de su militancia con la de otras organizaciones políticas, debido a que un sector ya participaba en los círculos de Podemos, otro sector había estrechando lazos con EH Bildu a través de Alternatiba y un tercer sector no era partidario de dichos proyectos. Como consecuencia, en febrero de 2015 varias decenas de militantes se integraron en Alternatiba, entre ellos su exportavoz Joxe Iriarte Bikila.